# Isabella de Geraci

Escudo de armas de la casa de Altavilla.

Escudo de armas de la casa de Ventimiglia.

Isabella de Geraci (*1226?,+1272?), fue la IX condesa de Geraci, hija de Alduino de Geraci y su esposa Isabel de Nortman, pariente suya, también conocida como Isabella Cicala, hermana de Andrea Cicala, señora de Polizzi.

## Títulos
- IX condesa de Geraci.
- Condesa de Ischia
- Señora de Buscemi y Barchino.[2]
- Señora de Collesano

## Biografía
Rosalía (o Reale), su hermana mayor, según indicios fue su antecesora en el feudo de Geraci. En cualquier caso, murió sin descendencia (a pesar de su matrimonio con Galvano Lanza) y posiblemente sin haber llegado a ser investida, por lo que Isabella fue proclamada IX condesa de Geraci. En cualquier caso, su investidura fue posterior a 1240, ya que su padre Alduino otorgó testamento en 1234, muriendo antes de 1240.
Isabella casó antes del 1258 con Enrico I de Ventimiglia, conde de Ventimiglia, del Maro y Bussana (también mencionado como Lafana, Lozana...), marqués de la Marca de los Alpes, establecido en Sicilia poco antes.
Con este matrimonio, se produjo oficialmente el enlace entre la casa de Altavilla (de Sicilia) y la casa de Ventimiglia (de Liguria), que dio lugar a los Ventimiglia de Geraci, de relevante importancia para el destino de Sicilia en los siguientes siglos.

## Matrimonio y descendencia
En 1252 contrajo matrimonio con su pariente Enrico I de Ventimiglia, descendiente y heredero de la casa de Ventimiglia en Sicilia. Se considera que dicho enlace representó el nexo de unión entre las dos casas, independientemente de los lazos de parentesco previos que ya pudiesen existir.
- Pietro Pietruccio, con muerte prematura.
- Alduino de Ventimiglia, X conde de Geraci, que sigue.
- Giovanni, que casó Giovanna de Calatafimi pero muriò sin herederos antes del 1308. El 1 de septiembre de 1308 Giovanna Calafatamini ya estaba viuda, participando en representación de su marido en el reparto de los bienes del condado de Geraci, junto a sus cuñados Guglielmo I y Nicolò.
- Guglielmo I, barón de Buscemi y Barchino en Sicilia el 15 de septiembre de 1327 (por herencia de su madre y tras resolver las objeciones de Guglielmo y Oberto de Brizzolo),[2] Cannelli y Loazzolo en Piemonte (por herencia de la esposa), capitán de Marsala, que da origen a la rama Ventimiglia de Buscemi y de Passaneto. Casó con Damigella de Cannelli (Piemonte) hija de Giordano baron de Canelli, primo del rey Manfredo. Guglielmo I recibió como dote los feudos de Catufo y Barbo.[6] Tuvieron los siguientes descendientes:[7]
  - Enrico de Ventimiglia, Enricuccio, heredero universal según testamento del 1341 ante el notario Bartolomeo di Puttua. Casó con doña Eufemia de Monteliano, hija de Riccardo de Monteliano, barón de Rocca Nardore y emparentada con las familia Palizzi y Sclafani, con descendencia:
    - Eliana (*01/01/1328 Sciacca). Casó con Perícono de Montecateno.[8]
    - Francesco (*27/01/1333 Sciacca), heredero universal según testamento del 1341 ante el notario Bartolomeo di Puttua. Casó con Riccadona, hija del mílite Corrado de Manuele.
    - Riccardo (16/09/1334 Sciacca).

  - Giovanni
- Nicolò Nicoloso, murió en el 1326, en una batalla naval contra venecianos. Probablemente fue el barón de Caronia, posesión más tarde de su hija (y yerno):
  - Eleonora Ventimiglia, murió exiliada en Pisa en el 1340, casada con Matteo Palizzi, señor de Mesina, conde de Novara y barón de Caronia, Castelluccio di Noto, Churca, Santa Lucia del Mela, Saponara, Porta di Randazzo y Tripi:  « ...ciò erano que' della casa de' Palizzi i più possenti di Mesina...: Giovanni Villani,Nuova Cronica, 3. 13. 14. »

## Línea de sucesión en el condado de Geraci
| Predecesor: Alduino de Geraci | IX Conde de Geraci | Sucesor: Alduino de Ventimiglia |

## Enlaces y bibliografía
- Árbol genealógico histórico de la nobilísima casa y familia de los excelentísimos señores duques de Buornonville. Coronado de doce relevantes frutos que acreditan su virtud fecunda, de admiracble en todo el orbe. Doctor Esteban Casellas, arcediano mayor de la santa iglesia y maestreescuelas de la real universidad y estudios generales de Lérida. Barcelona 1680. Disponible en (pdf).
- Gesta Francorum et aliorum Hierosolymitanorum, in Recueil des historiens des Croisades. Historiens Occidentaux, a cura di H. Hagenmeyer, Heidelberg 1890, Pag 127 (pdf).
- Il Seicento in Sicilia: Aspetti di vita quotidiana a Petralia Sottana, Terra Feudale, Francesco Figlia, Officina di Studi Medievali, Palermo 2008, ISBN 88-88615-70-9.
- Sulle famiglie nobili della monarchia di Savoia, Vittorio Angius, Vol. IV, Tipografia di Giuseppe Cassone, Torino 1837.
- Sicilia. Guida d'Italia, 6.ª edición, Touring Editore, 1989 1989, ISBN 88-365-0350-0.